# 名寄岩静男
名寄岩 静男（なよろいわ しずお、1914年9月27日 - 1971年1月26日）は、北海道名寄市出身（出生地は北海道小樽市）で立浪部屋に所属した大相撲力士。本名は岩壁 静雄（いわかべ しずお）。最高位は西大関。

## 来歴

### 鍼灸師から角界入り
1914年9月27日、北海道高島郡高島村で家伝の灸と鍼を用いた治療業を営む家に生まれる(母は鍼灸師の免許を持っていなかったため正式な開業はできなかったとも伝わる)。生後10ヵ月くらいの時に、岩壁家は名寄町に移住し、もう1つの家業である小さな養豚業を営んでいた。
6人兄弟の長男である静雄少年は馬にリアカーを引かせて町内の旅館などから豚の餌となる芋の皮や残飯を貰い受けていた。幼少期から体格が良く、街で彼の姿を見かけた人々は、「静夫少年が馬より大きく見え、馬を引いていたように見えた」と語る。
名寄中等夜学校時代は昼の重労働の疲れから授業中に居眠りすることも多く、数学や英語を苦手とした。それでも体育は別人のように積極的に参加し、特に柔道は始業時間前に登校して練習するほど好きであった。
両親と同じ鍼灸師を目指すべく、1931年の春に上京して東京・両国の東京鍼灸医学校へ進学し、1932年に鍼灸師の免許を取得して帰郷しようとしていたところ、体格の良い岩壁を見つけた立浪から強引にスカウトされた。最初はせっかく鍼灸師の免許を取得して一家を正式な鍼灸院にすることができるところであったため断り、名寄に帰郷することだけを考えた。そもそも相撲に対する知識が皆無であり、両国が相撲の町であることも、立浪部屋の存在も知らなかった。それでも弟子勧誘に対する執念に定評があった立浪が岩壁の父親へ向けて手紙を書いて送ったところ、許可されたことで立浪部屋へ入門した。岩壁を勧誘したのは光石鉄之助という立浪部屋出身の元幕内力士であり、彼は当時既に廃業して両国界隈で商売を行う油屋に転身していたが、「立浪部屋のマネージャー」と言うべきポジションでもあった。入門に際して父からは「一人前の相撲取りになるまで帰ってくるな」と送り出された。
1932年5月場所において初土俵を踏むと、部屋の1年後輩で、各段優勝を果たしてスピード出世で追いかけてくる羽黒山をライバル視していた。新入幕（1937年1月場所）までは全て名寄岩が先を越していたが、大関昇進争いでついに羽黒山に先を越された。逆に言えば、何人もの部屋や角界の先輩をごぼう抜きにしてきた羽黒山には、三役昇進まで先を譲らなかったことになる。大横綱の双葉山よりも5年初土俵が遅く、各段優勝して破竹の勢いで番付を駆け上がった羽黒山よりも1年早いという微妙な立場が名寄岩を稽古の虫に仕立て上げることになった。なお、立浪は出世争いをする名寄岩と羽黒山に対して、先に大関となった方に娘と結婚させて後継者にすると提案したが、結果的に名寄岩はその後継者争いに敗れている。
1938年1月場所は2日目に男女ノ川に一蹴されたが、7日目には武蔵山を得意の左四つから、右上手を引いて軽々と吊り上げ運び出した。右肘を怪我して以降も二枚腰と評される強靭な足腰を誇っていた武蔵山が吊り出されたのは現役中この1番のみである。1938年9月の大阪準本場所では11勝2敗で優勝の玉錦と同点の成績を挙げ表彰された。
1939年1月場所7日目、この場所4日目に双葉山の連勝を69で止めた安藝ノ海に対していつも以上に闘志を剥き出しにして勝ち、仇を取っている。

### 病との戦い
立浪部屋に双葉山・羽黒山の横綱・大関が存在していたため、名寄岩は関脇で10勝を挙げながら据え置かれた不運もあったが、1942年5月場所で11勝を挙げ、場所後に照國・安藝ノ海が揃って横綱へ昇進したことで、大関が前田山ただ一人になることから、1943年1月場所で念願の大関昇進を果たした。
新大関の場所こそ9勝6敗と勝ち越すが、その後は連続で負け越すなど不振で、大関在位僅か3場所で1944年5月場所では関脇に陥落した。その関脇でも一度だけ負け越したが（1945年6月場所で3勝4敗）、当時の日本は第二次世界大戦の真っ只中で混乱期に陥っていたことから番付面で幸いにも小結に陥落することが無かった。1946年11月場所で大関復帰を果たすが、糖尿病・胃潰瘍・腎臓疾患・関節炎・神経病などの様々な病気を患い、「病気のデパート」との愛称まで付くほどで、9勝4敗と勝ち越したものの全盛期の活躍は見られなくなった。1947年6月場所ではついに初の幕内全休となり、同年11月場所では11戦全敗で再び関脇へ陥落した。

### 現役引退～晩年
二回目の大関陥落後も様々な病気・怪我が減る気配は一向に無く、幕内も前頭下位にまで落ちていたが、名寄岩は懸命に土俵を務めていた。1950年5月場所では西前頭14枚目の地位で土俵に上がり、9勝6敗の成績で2度目の敢闘賞を受賞した。1952年9月場所では千代の山から金星を奪うなど健在ぶりを発揮し、再び敢闘賞を受賞した。1954年5月場所千秋楽には、全力士の鑑として日本相撲協会から特別表彰を受けた。同年9月場所を最後に現役を引退したが、若い頃からのライバルだった羽黒山より1年遅い引退となった。最後の土俵となった1954年9月場所千秋楽には40歳と6日で、これはちょうど60年後の2014年9月場所7日目に旭天鵬に更新されるまで、戦後の最高齢幕内出場記録だった。
現役引退後は年寄・春日山を襲名して春日山部屋を再興。旧・春日山部屋閉鎖後に立浪部屋預りとなっていた前頭・大昇充宏を育成し、直弟子からは白法山旺三が十両昇進を果たした。協会内では長く勝負検査役を務めていたが、1965年脳出血で倒れ右半身が不随となったため1966年参与に退いた。その後肝臓癌になり白法山が関取昇進を決めた1971年初場所千秋楽から2日後の1月26日に肝臓がんで死去。56歳没。
名寄岩の死去から10年が経過した1981年、故郷の名寄市に名寄岩の銅像が建てられた。また、2006年には孫（長女の子）が「片桐」の四股名で松ヶ根部屋に入門して祖父（名寄岩）に続く関取昇進を目指したが、幕下昇進を間近にしながら網膜剥離でドクターストップとなり、2010年11月場所を最後に現役を引退している。

## 人物

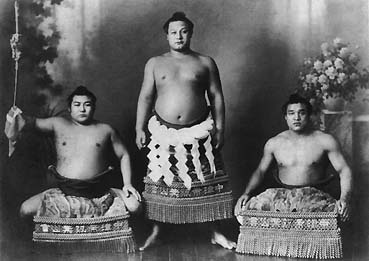
双葉山の土俵入り。太刀持ち・名寄岩、露払い・羽黒山

左を差し相手の左を引っ張り込んでから極め出すか、吊り出すか、掬い投げる一本調子の取り口で、相手の上手が取れなければ相手の肉を掴んでまでも吊り上げる強引なものだった。また、立合いで相手力士にじらされると顔を真っ赤にして怒り出すほどの直情な人柄から「怒り金時」と呼ばれた。
当時大邱山は「名寄に勝つには刃物はいらねえ。怒らして、からかおうや」との一声から闘志みなぎる名寄岩を、立ち合い前で焦らし、不意打ちに押してみるという戦法を考案し、名寄岩はこれにあっさり自滅した。
大関から二度の陥落を経験しているが、金星・三賞（敢闘賞）を受賞した上に関脇まで返り咲き、40歳まで現役で土俵に上がるなど劇的な土俵人生を送った。この件から「涙の敢斗賞」として舞台や映画になり、戦後の日本を沸かせた。
名寄岩は土俵の上だけでなく普段の生活でも礼儀を重んじる人物として知られている。自分の子供でなくても、周りの子供に躾が必要なときにはしっかり諭したという。たとえば、サインの順番を守らない子、帽子を被ったまま挨拶する子、よれよれの紙にサインを頼んだ子には、しっかりと注意し人に何かを頼むときの心構えを説いたという。また、贔屓の家で食事をご馳走になった時、その家の子供が食べかけて残した皿を見て、食べきれないなら箸をつけてはいけないと注意した。
贔屓に送付する本場所ごとの挨拶の番付表の数が一番多かったのが名寄岩と言われている。それは、引退して春日山部屋を興した後も同じで、その数は1500人に上った。その住所録には没落した旧家、旧大臣、軍の大将から音信不通になった人や故人まで載っていた。かつて一度でも、祝儀をくれた人や応援の声をかけてくれた人に、時代や立場の移り変わり、自分の低迷期に離れていったかどうかに関わらず、恩義を忘れず、律儀に送り続けたという。
天真爛漫・純情で一途な性格で、双葉山を終生敬愛してやまなかったという。

## エピソード
- 性格のためか妥協を許さないことで師匠・立浪から叱られたり兄弟子から反感を買ったことがある。特に同部屋の羽黒山との不仲は異様な域に達しており、互いに入門から死去まで一切口を聞かなかったとされている[9]。本名の「岩壁」が本人の頑固さを喩える単語のように見られることもあった[3]。
  - ある日行われた花相撲で、本場所とは異なり優勝争いなどに全く関与しない取組にもかかわらず、双葉山に勝利したことで師匠・立浪から厳しく叱られた。
  - 四股名の「名寄岩」は、師匠の現役時代の一字を取った「緑浪」を用意した師匠に対して「そんな弱そうな名前は嫌だ」と言って辞退し、自分で出身地の「名寄」と本名の「岩壁」からつけたものを押し通したものである[4][3]。しかし、時期が入門直後かつ、言い争いで師匠を負かしたことで兄弟子から悪く思われ、いじめられたと伝わる。それでも早い出世でいじめを封じるだけの地位と実力をものにした[9]。
  - 春日山親方時代はしばしば高血圧で倒れそうになるほど熱を入れて指導していた。黒姫山は「『他の誰にも指導させない、自分が教えるんだ』という雰囲気が伝わってくる」と当時を後に振り返っており、そんな名寄岩を羽黒山は「この野郎、うるさいんだよ!」と怒鳴ったという[12]。ただこの話が本当なら、羽黒山と名寄岩は生涯に渡って一度も口を聞かなかったと言いつつも、どちらかがもう一方に対して一方的に怒鳴りかける程度の事はあったということになる。
- 名寄岩は太刀持ちのトレーニングとして、水の入ったコップを持って腕を上げた状態を保ち、5分、10分と時間を計りながら、長くその姿勢を保てるようにいつも訓練していたという[7]。
- 1936年の雪が降った寒い暮れのある日、部屋の門限である22時に遅れてしまい、いつも鍵を開ける女中が帰ってしまっていたため、寒さ凌ぎに四股を踏みながら門前で徹夜していた。翌朝、部屋の若い衆が玄関を開けた時、名寄岩は雪達磨と化して直立不動の状態だった[3]。
- 1950年5月場所、西前頭14枚目の地位で9勝6敗の成績を残し、2度目の敢闘賞を受賞[3]した様子はのちに『涙の敢闘賞』として映画にもなった[9]
- 涙の敢闘賞の受賞を確定した時、日本人ハリウッドスター早川雪洲が花道を引き上げる名寄岩へゆで卵を20個手渡したという。
- 1958年1月場所6日目、この日の十両最初の取組であった伊勢錦と柏竜の取組で物言いが付いたが、この場所の5日目の大相撲運営審議会の定例会議で決定した「協議の内容の公表」の一環で検査役・春日山として当時1台20万円もしたワイヤレスマイクで検査役の協議の内容を集音しようとした。ところがマイクのセッティングにもたついている間に協議が終了し、あっさりと取り直しになった。11日目、十両の平鹿川と神生山の一番で物言いが付き、検査役の競技が集音できるまでは良かったが、肝心の春日山の歯切れが悪く、効果を発揮したとは言い難かった。天竜三郎は「喋れない検査役が尻込みしていい相撲にますます物言いがつかなくなってしまう恐れがある」とこの制度の難点を指摘し、相撲協会は1965年1月場所からマイクでの集音による協議の公表の中止を決定した[13]。
- 1968年名寄市に100万円を寄付し、名寄市は名寄岩基金を設立した[11]。
- 「北海道の両親に足を向けて寝る訳にはいかないから」という理由で敢えていつも北枕で寝ていた[7]。
- 私生活では離婚と配偶者との死別を各1度経験してから3度目の結婚をしており、その生涯で4男2女を残している[14]。

## 主な成績
- 通算成績：337勝297敗33休　勝率.532
- 幕内成績：292勝279敗33休　勝率.511
- 大関成績：26勝31敗22休　勝率.456
- 通算在位：54場所
- 幕内在位：44場所
- 大関在位：6場所
- 三役在位：16場所（小結1場所、関脇15場所）
- 三賞：2回
  - 敢闘賞：2回（1950年5月場所、1952年9月場所）
- 金星：2個（武藏山1個、千代の山1個）
- 各段優勝
  - 幕下優勝：1回（1936年1月場所）
  - 三段目優勝：1回（1935年1月場所）

### 場所別成績
| 1932年 （昭和7年） | x                       | x                | x                     | （前相撲）              |
| 1933年 （昭和8年） | 東序ノ口14枚目 5–1      | x                | 西序二段16枚目 3–3    | x                       |
| 1934年 （昭和9年） | 西序二段12枚目 2–4      | x                | 西序二段18枚目 5–1    | x                       |
| 1935年 （昭和10年） | 西三段目17枚目 優勝 6–0 | x                | 西幕下13枚目 6–5      | x                       |
| 1936年 （昭和11年） | 東幕下7枚目 優勝 9–2    | x                | 東十両6枚目 9–2       | x                       |
| 1937年 （昭和12年） | 西前頭14枚目 6–5        | x                | 東前頭10枚目 8–5      | x                       |
| 1938年 （昭和13年） | 西前頭2枚目 8–5 ★       | x                | 西関脇 9–4            | x                       |
| 1939年 （昭和14年） | 東関脇 7–6              | x                | 西関脇 10–5           | x                       |
| 1940年 （昭和15年） | 東関脇 9–6              | x                | 東関脇 7–8            | x                       |
| 1941年 （昭和16年） | 西小結 11–4             | x                | 西張出関脇 10–5       | x                       |
| 1942年 （昭和17年） | 東張出関脇 10–5         | x                | 東張出関脇 11–4       | x                       |
| 1943年 （昭和18年） | 西張出大関 9–6          | x                | 東張出大関 7–8        | x                       |
| 1944年 （昭和19年） | 西張出大関 1–2–12       | x                | 東張出関脇 7–3        | 東関脇 7–3              |
| 1945年 （昭和20年） | x                       | x                | 西関脇 3–4            | 西関脇 6–4              |
| 1946年 （昭和21年） | x                       | x                | 国技館修理 のため中止 | 西大関 9–4              |
| 1947年 （昭和22年） | x                       | x                | 東張出大関 0–0–10     | 東張出大関 0–11         |
| 1948年 （昭和23年） | x                       | x                | 東関脇2 0–0–11        | 東前頭5枚目 4–7         |
| 1949年 （昭和24年） | 西前頭8枚目 5–8         | x                | 東前頭10枚目 5–10     | 東前頭13枚目 8–7        |
| 1950年 （昭和25年） | 西前頭9枚目 3–12        | x                | 西前頭14枚目 9–6 敢   | 西前頭9枚目 11–4        |
| 1951年 （昭和26年） | 西前頭2枚目 7–8         | x                | 東前頭4枚目 6–9       | 東前頭5枚目 8–7         |
| 1952年 （昭和27年） | 東前頭2枚目 7–8         | x                | 西前頭3枚目 7–8       | 西前頭3枚目 9–6 敢★     |
| 1953年 （昭和28年） | 西関脇 10–5             | 西関脇 4–11      | 西前頭3枚目 7–8       | 西前頭3枚目 4–11        |
| 1954年 （昭和29年） | 東前頭7枚目 3–12        | 西前頭14枚目 9–6 | 西前頭8枚目 7–8       | 東前頭9枚目 引退 4–11–0 |
| 各欄の数字は、「勝ち-負け-休場」を示す。 優勝 引退 休場 十両 幕下 三賞：敢=敢闘賞、殊=殊勲賞、技=技能賞 その他：★=金星 番付階級：幕内 - 十両 - 幕下 - 三段目 - 序二段 - 序ノ口 幕内序列：横綱 - 大関 - 関脇 - 小結 - 前頭（「#数字」は各位内の序列） |                         |                  |                       |                         |

### 幕内対戦成績
| 力士名 | 勝数 | 負数 | 力士名   | 勝数 | 負数 | 力士名   | 勝数 | 負数 | 力士名         | 勝数 | 負数 |
| ------ | ---- | ---- | -------- | ---- | ---- | -------- | ---- | ---- | -------------- | ---- | ---- |
| 青葉山 | 1    | 0    | 明瀬川   | 0    | 1    | 安藝ノ海 | 4    | 9    | 朝潮(米川)     | 4    | 2    |
| 東富士 | 2    | 10   | 綾川     | 0    | 1    | 綾昇     | 7    | 4    | 綾若           | 3    | 0    |
| 五ツ海 | 3    | 3    | 五ツ嶋   | 5    | 3    | 射水川   | 1    | 0    | 大熊           | 2    | 1    |
| 大起   | 4    | 5    | 大浪     | 1    | 0    | 大ノ海   | 2    | 4    | 大ノ森         | 1    | 0    |
| 大晃   | 4    | 1    | 渡嶋洋   | 1    | 0    | 大蛇潟   | 4    | 7    | 海光山         | 1    | 2    |
| 甲斐錦 | 4    | 1    | 甲斐ノ山 | 2    | 1    | 鏡岩     | 2    | 2    | 笠置山         | 7    | 7    |
| 鹿嶋洋 | 10   | 1    | 柏戸     | 1(1) | 1    | 金湊     | 0    | 1    | 神風           | 0    | 2    |
| 神錦   | 1    | 2    | 神若     | 0    | 1    | 九州山   | 3    | 2    | 清美川         | 2    | 1    |
| 九州錦 | 1    | 2    | 国登     | 3    | 2    | 高津山   | 2    | 3    | 琴ヶ濱         | 4    | 3    |
| 琴錦   | 6    | 6    | 駒ノ里   | 4    | 0    | 佐賀ノ花 | 2    | 1    | 相模川         | 7    | 4    |
| 櫻錦   | 6    | 5    | 汐ノ海   | 5    | 4    | 四海波   | 1    | 0    | 信夫山         | 3    | 4    |
| 嶋錦   | 1    | 1    | 清水川   | 0    | 7    | 鯱ノ里   | 2    | 0    | 新海           | 0    | 1    |
| 神東山 | 4    | 0    | 大邱山   | 3    | 1    | 大天龍   | 0    | 2    | 高登           | 1    | 0    |
| 太刀若 | 0    | 1    | 楯甲     | 2    | 0    | 玉錦     | 0    | 2    | 玉ノ海         | 2    | 2    |
| 玉ノ海 | 0    | 3    | 千代ノ山 | 2(1) | 8    | 筑波嶺   | 1    | 0    | 常ノ山         | 7    | 4    |
| 鶴ヶ嶺 | 1    | 2    | 鶴ヶ嶺   | 1    | 0    | 照國     | 1(1) | 9    | 輝昇           | 5    | 4    |
| 出羽錦 | 4    | 8    | 出羽ノ花 | 0    | 1    | 出羽湊   | 1(1) | 2    | 出羽湊         | 4    | 5    |
| 土州山 | 1    | 0    | 栃錦     | 4    | 10   | 十三錦   | 0    | 2    | 豊嶋           | 2    | 4    |
| 鳴門海 | 7    | 4    | 成山     | 1    | 2    | 羽嶋山   | 2    | 5    | 幡瀬川         | 2(1) | 0    |
| 盤石   | 2    | 0    | 緋縅     | 2    | 3    | 肥州山   | 9    | 2    | 備州山         | 8    | 11   |
| 広瀬川 | 0    | 3    | 藤田     | 5    | 1    | 藤ノ里   | 2    | 0    | 二瀬川         | 2    | 0    |
| 二瀬山 | 9    | 5    | 前田山   | 6(1) | 7    | 増位山   | 2    | 5    | 増巳山         | 2    | 0    |
| 松ノ里 | 5    | 0    | 松登     | 3    | 5    | 三根山   | 1    | 8    | 宮城海         | 3    | 0    |
| 宮錦   | 2    | 0    | 武藏山   | 2    | 0    | 陸奥ノ里 | 1    | 0    | 八方山         | 6    | 3    |
| 大和錦 | 5    | 1    | 吉井山   | 2    | 1    | 吉葉山   | 1    | 7    | 龍王山(竜王山) | 4    | 2    |
| 両國   | 1    | 2    | 若潮     | 0    | 2    | 和歌嶋   | 1    | 0    | 若瀬川         | 8    | 5    |
| 若ノ花 | 2    | 5    | 若前田   | 1    | 0    |          |      |      |                |      |      |

## 主演映画
- 「名寄岩 涙の敢斗賞」[15][16]（1956年・日活映画）